# ساچی ورچ
ساچی ورچ (به لاتین: Suchý vrch) یک کوه در جمهوری چک است که در اورلیتشکی واقع شده‌است. ساچی ورچ ۹۹۵ متر بالاتر از سطح دریا واقع شده‌است.